# Protocolo de Sèvres
El Protocolo de Sèvres (en francés: Protocole de Sèvres) fue un acuerdo secreto alcanzado entre los gobiernos de Israel, Francia y el Reino Unido durante las discusiones celebradas entre el 22 y el 24 de octubre de 1956 en Sèvres, Francia.  El protocolo se refiere a su colusión política y militar conjunta para derrocar al líder egipcio, el coronel Gamal Abdel Nasser, invadiendo y ocupando la zona del Canal de Suez en respuesta a la nacionalización del Canal de Suez por parte del presidente Nasser el 26 de julio. La planificación y los acuerdos contenidos en el protocolo dieron inicio a la Crisis de Suez el 29 de octubre de 1956.

## Reunión de Sèvres
El 22 de octubre de 1956, el primer ministro de Israel, David Ben-Gurion, el director general del Ministerio de Defensa, Shimon Peres, y el Jefe del Estado Mayor de las Fuerzas de Defensa de Israel, Moshe Dayan, viajaron en secreto desde Israel a una casa aislada en Sèvres para reunirse con el Ministro de Defensa francés, Maurice Bourgès-Maunoury, el Ministro de Asuntos Exteriores, Christian Pineau, el Jefe del Estado Mayor de las Fuerzas Armadas francesas, el General Maurice Challe, el Secretario de Asuntos Exteriores británico, Selwyn Lloyd, y su asistente, Sir Patrick Dean. 

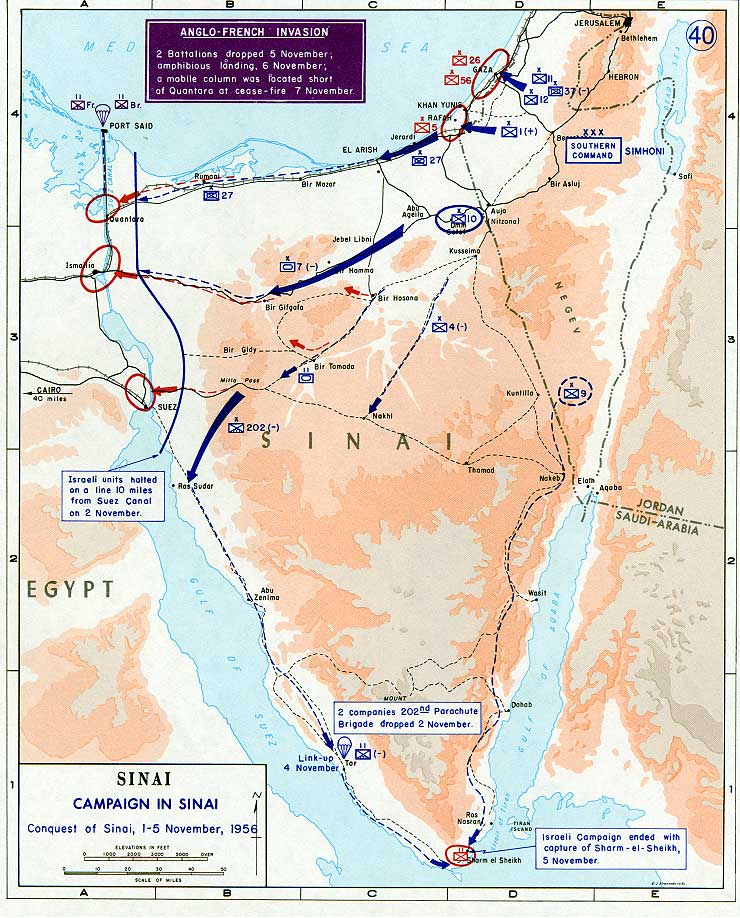
Mapa de la invasión anglo-francesa.

Juntos, ellos y sus ayudantes planearon en secreto una invasión de Egipto en dos pasos, incluida la historia de portada. Primero Israel atacaría a Egipto en el Sinaí, y luego Gran Bretaña y Francia invadirían con el pretexto de "separar a los combatientes" y proteger el canal,  bajo los términos del acuerdo anglo-egipcio de 1954 para retirar todas las fuerzas británicas de Egipto. Uno de los aspectos más laboriosos fue formular un plan en el que tanto Gran Bretaña como Israel pudieran estar de acuerdo. Los israelíes desconfiaban de los británicos pero, como los franceses no estaban preparados para actuar sin sus aliados británicos, se vieron obligados a tratar con ellos. Los británicos mantenían fuertes vínculos con varios países árabes y no querían ninguna implicación con Israel que pudiera perjudicarlos.
Después de 48 horas de negociaciones y compromisos, el acuerdo de siete puntos fue firmado por Ben-Gurion, Pineau y Dean. Ante la insistencia de los diplomáticos israelíes, que querían evitar ser abandonados en medio de la invasión, cada grupo salió de Sèvres con una copia firmada, escrita en francés. 
Aunque no formaba parte del protocolo, la ocasión permitió a Israel asegurar el compromiso francés para construir el Centro de Investigación Nuclear del Néguev y el suministro de uranio natural para él. 

## Discusiones previas, motivaciones y propuestas
Según el historiador israelí Avi Shlaim,

“Los rumores y las acusaciones de colusión empezaron a circular tan pronto como estalló la Guerra de Suez, pero en aquel momento no se presentó ninguna prueba contundente, y mucho menos una prueba irrefutable... Varios participantes han escrito sobre la reunión en sus memorias... Pero el cronista principal, más prolífico y más fiable de las deliberaciones de la conferencia de Sèvres es el coronel Mordechai Bar-On, jefe de la oficina del jefe del Estado Mayor de las FDI, que sirvió como secretario de la delegación israelí y tomó abundantes notas durante todo el proceso. En 1957, a petición de Dayan, Bar-On, que tenía un título en Historia, escribió un relato detallado de los acontecimientos que llevaron a la Guerra de Suez, con acceso a todos los documentos oficiales”. [1]

El 14 de octubre de 1956, el general Maurice Challe, subjefe del Estado Mayor de las fuerzas armadas francesas, sugirió que "se invitaría a Israel a atacar al ejército egipcio en el Sinaí y plantear una amenaza al Canal de Suez y esto proporcionaría a Gran Bretaña y Francia el pretexto para activar sus planes militares y ocupar la zona del Canal de Suez, aparentemente con el fin de separar a los combatientes y proteger el canal". 

”El único aspecto del escenario de Challe que no le gustó a Eden fue la idea de que Gran Bretaña invitara a Israel a actuar contra Egipto. Prefería que Israel actuara por su propia cuenta; no quería que Gran Bretaña se viera implicada en nada que pudiera interpretarse como una colusión en una alianza con Israel contra un país árabe.... Ben-Gurion estaba muy entusiasmado ante la perspectiva de una asociación militar con las grandes potencias contra Egipto, pero desconfiaba enormemente de los británicos en general y de Sir Anthony Eden en particular... Aunque sabía que el plan de atacar Egipto se había originado con el general Challe, se refirió a él repetidamente como "el plan inglés"... Además, le molestaba mucho la sugerencia de que Israel fuera utilizado como prostituta al prestar servicios a las grandes potencias. Lo que anhelaba profundamente era una asociación entre iguales y una coordinación explícita de los planes militares, preferiblemente en una reunión cara a cara con Eden”. [1]

El 22 de octubre de 1956, David Ben-Gurion, primer ministro de Israel, dio la explicación más detallada jamás dada a dignatarios extranjeros sobre la estrategia general de Israel para Oriente Medio.    Shlaim llamó a esto el "gran plan" de Ben-Gurion.  Su principal objeción al "plan inglés" era que Israel sería tildado de agresor mientras que Gran Bretaña y Francia se presentarían como pacificadores.

”En lugar de ello, presentó un plan integral, que él mismo calificó de “fantástico”, para la reorganización del Medio Oriente. Jordania, observó, no era viable como estado independiente y por lo tanto debía dividirse. Irak obtendría el West Bank [ribera oriental] a cambio de la promesa de asentar allí a los refugiados palestinos y hacer la paz con Israel, mientras que Cisjordania quedaría anexada a Israel como una región semiautónoma. El Líbano sufría de tener una gran población musulmana concentrada en el sur. El problema podría resolverse mediante la expansión de Israel hasta el río Litani, contribuyendo así a convertir al Líbano en un estado cristiano más compacto. La zona del Canal de Suez debería tener estatus internacional, mientras que el Estrecho de Tirán en el Golfo de Aqaba debería quedar bajo control israelí para garantizar la libertad de navegación. Una condición previa para la realización de este plan era la eliminación de Nasser y la sustitución de su régimen por un gobierno prooccidental que también estuviera dispuesto a hacer la paz con Israel. Ben-Gurion argumentó que su plan serviría a los intereses de todas las potencias occidentales, así como a los de Israel, al destruir a Nasser y las fuerzas del nacionalismo árabe que éste había desatado. El Canal de Suez volvería a ser una vía navegable internacional. Gran Bretaña restablecería su hegemonía en Irak y Jordania y aseguraría su acceso al petróleo de Oriente Medio. Francia consolidaría su influencia en Oriente Medio a través del Líbano e Israel, mientras que sus problemas en Argelia terminarían con la caída de Nasser. Incluso Estados Unidos podría verse persuadido a apoyar el plan, ya que promovería regímenes estables y pro occidentales y ayudaría a frenar los avances soviéticos en Oriente Medio”. [1]

Particularmente digno de mención es el último punto, ya que fue incluido a pedido específico de Ben-Gurion y definió los objetivos territoriales de Israel, que estaban sólo tenuemente relacionados con la crisis del Canal de Suez: 

Israel declara su intención de mantener sus fuerzas con el fin de anexionarse permanentemente toda la zona al este de El Arish-Abu Ageila, Nakhl-Sharm el-Sheikh, a fin de mantener a largo plazo la libertad de navegación en el estrecho de Eilat y para liberarse del azote de los infiltrados y del peligro que suponen las bases del ejército egipcio en el Sinaí. Gran Bretaña y Francia están obligadas a apoyar o al menos a comprometerse a no oponerse a estos planes. Esto es lo que Israel exige como su parte en los frutos de la victoria.[1]

El 24 de octubre fue el tercer y último día de la conferencia. Ben-Gurion finalmente decidió enviar a las FDI a la batalla. En su diario resumió las principales consideraciones que le llevaron a tomar esa fatídica decisión. Pensó que la operación debía llevarse a cabo si los cielos de Israel podían defenderse eficazmente en el día o dos que transcurrirían hasta que los franceses y los británicos comenzaran a bombardear los aeródromos de Egipto. El objetivo de destruir a Nasser había impregnado toda la conferencia y era la principal preocupación de Ben-Gurion. "Esta es una oportunidad única", escribió, "de que dos potencias no tan pequeñas intentarán derrocar a Nasser, y no estaremos solos contra él mientras se hace más fuerte y conquista todos los países árabes... y tal vez toda la situación en Medio Oriente cambie de acuerdo con mi plan".
"Francia y Gran Bretaña tienen un interés vital en el Canal de Suez", afirmó con firmeza. "El Estrecho de Tirán es el Canal de Suez del Estado de Israel..." “Tenemos la intención de capturar el estrecho de Tirán y permanecer allí para garantizar así la libertad de navegación hacia Eilat”.
Los funcionarios británicos formularon entonces una serie de preguntas sobre los planes operativos de Israel, evidentemente inspirados por el temor de que la operación israelí no constituiría un verdadero acto de guerra y que, en consecuencia, Gran Bretaña no tendría un casus belli creíble para una intervención militar. ¿Israel emitirá una declaración formal de guerra? Ben Gurion respondió que las reiteradas violaciones por parte de Egipto del acuerdo de armisticio hacían superflua una declaración de guerra. Dayan replicó más claramente: "No haremos ninguna declaración, ¡simplemente haremos huelga!"
En su diario, Ben Gurión escribió al día siguiente: “Le hablé del descubrimiento de petróleo en el sur y oeste del Sinaí, y que sería bueno arrebatarle esta península a Egipto porque no le pertenecía, sino que fueron los ingleses quienes se la robaron a los turcos cuando creyeron que Egipto estaba en su bolsillo. Sugerí tender un oleoducto desde el Sinaí hasta Haifa para refinar el petróleo y Mollet se mostró interesado por esta sugerencia”.
Ilan Troen, director del Instituto de Investigación y Archivos Ben-Gurion, omite el plan, bautizado en código "Fantástico" por Ben-Gurion, de su relato de Sèvres y, en su lugar, ofrece como motivación israelí para la invasión de Egipto:

"La doctrina convencional y el testimonio de los dirigentes israelíes, en particular Ben-Gurion, afirmaban que el acuerdo de armas a gran escala celebrado entre Egipto y Checoslovaquia, su aliado soviético, en septiembre de 1955, fue el catalizador que confirmó que la esperada "segunda ronda" de guerra con Egipto era inevitable y probablemente inminente. Israel, temiendo que el equilibrio de poder con los estados árabes se volviera en su contra, empezó a prepararse para el conflicto, incluida la posibilidad de un ataque preventivo. La decisión de Nasser de limitar los derechos de paso por el estrecho de Tirán y los continuos problemas fronterizos justificaron la acción."[1]

## Texto
Una traducción del protocolo incluye lo siguiente: 
Los resultados de las conversaciones que tuvieron lugar en Sèvres del 22 al 24 de octubre de 1956 entre los representantes de los Gobiernos del Reino Unido, del Estado de Israel y de Francia son los siguientes: 
1. Las fuerzas israelíes lanzan en la tarde del 29 de octubre de 1956 un ataque en gran escala contra las fuerzas egipcias con el objetivo de alcanzar la Zona del Canal al día siguiente.
2. Al ser informados de estos acontecimientos, los Gobiernos británico y francés, durante el día 30 de octubre de 1956, respectivamente y simultáneamente, hacen dos llamamientos al Gobierno egipcio y al Gobierno israelí en los siguientes términos:

A. Al Gobierno egipcio: 
a. Que ponga fin a todos los actos de guerra. 
b. Retire todas sus tropas a diez millas del Canal. c. Acepte la ocupación temporal de posiciones clave en el Canal por las fuerzas anglo-francesas para garantizar la libertad de paso por el Canal a los buques de todas las naciones hasta que se llegue a un arreglo definitivo. 
Al Gobierno israelí:
a. Que ponga fin a todos los actos de guerra. 
b. Retire todas sus tropas a diez millas al este del Canal. 
Además, se notificará al Gobierno israelí que los Gobiernos francés y británico han exigido al Gobierno egipcio que acepte la ocupación temporal de posiciones clave a lo largo del Canal por fuerzas anglo-francesas. 
Se conviene en que si uno de los Gobiernos se niega o no da su consentimiento, en el plazo de doce horas las fuerzas anglo-francesas intervendrán con los medios necesarios para asegurar que se acepten sus demandas. 
C. Los representantes de los tres Gobiernos convienen en que no se exigirá al Gobierno israelí que cumpla las condiciones del llamamiento que se le dirige, en el caso de que el Gobierno egipcio no acepte las condiciones del llamamiento que se le dirige por su parte.
3. En el caso de que el Gobierno egipcio no acepte en el plazo estipulado las condiciones del llamamiento que se le dirige, las fuerzas anglo-francesas lanzarán operaciones militares contra las fuerzas egipcias en las primeras horas de la mañana del 31 de octubre. 
4. El Gobierno israelí enviará fuerzas para ocupar la costa occidental del Golfo de Aqaba y el grupo de islas Tirane y Sanafir para asegurar la libertad de navegación en el Golfo de Aqaba. 
5. Israel se compromete a no atacar a Jordania durante el período de operaciones contra Egipto. Pero en el caso de que durante el mismo período Jordania ataque a Israel, el Gobierno británico se compromete a no acudir en ayuda de Jordania. 
6. Las disposiciones del presente protocolo deberán permanecer estrictamente secretas.  
7. Entrarán en vigor tras el acuerdo de los tres Gobiernos. 
(firmado) David Ben-Gurion Patrick Dean Christian Pineau

## Negación británica
Aunque los informes sobre el acuerdo previo se filtraron a los pocos días, Sir Anthony Eden, el primer ministro británico, negó más tarde la existencia de tal acuerdo. Cuando se filtró la existencia de copias firmadas del protocolo secreto, Eden envió a Dean de regreso a Francia el 25 de octubre para recoger todas las copias y no dejar rastro de los acuerdos. Christian Pineau, en el Quai d'Orsay, se negó a obedecer, ya que los diplomáticos israelíes ya habían abandonado Francia.  "Para Eden, la existencia del Protocolo era una catástrofe: una prueba irrefutable que exponía el alcance total de la colusión entre Gran Bretaña, Francia e Israel".  Le preocupaba que la revelación del acuerdo fuera una amenaza para los tres gobiernos.
Se dice que la copia israelí original del Protocolo de Sèvres se conserva en los Archivos Ben-Gurion en Sde Boker.
Una fotocopia de las tres páginas del Protocolo en francés fue encontrada en 2002 por la viuda de Christian Pineau después de su muerte, y las imágenes de las páginas fueron publicadas en 2010. 

## En acción
Cuatro días después de la reunión de Sèvres, las fuerzas israelíes invadieron territorio egipcio. Los británicos y franceses vetaron una resolución patrocinada por Estados Unidos en el Consejo de Seguridad de la ONU que pedía el fin de la invasión israelí. Luego emitieron su propio llamado a que tanto Israel como Egipto para que se retiraran del territorio ocupado a una distancia de 16 kilómetros del Canal de Suez. Cuando Egipto se negó, los británicos y los franceses lanzaron su propia invasión para asegurar la zona del canal bajo el pretexto de separar las fuerzas egipcias e israelíes.

## Significado
Además del papel clave que desempeñó este acuerdo en la crisis general de Suez, el acuerdo de Sèvres “marcó el fin del distanciamiento entre Gran Bretaña y el movimiento sionista que se remonta al Libro Blanco de 1939”. " 